# Chrysolina hyperici
Espèce
Synonymes
- Hypericia hyperici[2]

Chrysolina hyperici, communément appelé Chrysomèle du millepertuis, est une espèce d'insectes coléoptères de la famille des Chrysomelidae.

## Étymologie
Son nom spécifique, hyperici, lui a été donné en référence au Millepertuis perforé (Hypericum perforatum), plante hôte de cette espèce.

## Publication originale
- Johann Reinhold Forster, Novæ species insectorum. Centuria I. (œuvre littéraire), 1771, [lire en ligne].